# Aphidura ornata
Aphidura ornata är en insektsart som beskrevs av Hille Ris Lambers 1956. Aphidura ornata ingår i släktet Aphidura och familjen långrörsbladlöss. Inga underarter finns listade i Catalogue of Life.